# Jan Perkowski
Jan Piotr Perkowski (ur. 1 maja 1900, zm. 22 lipca 1963) – polski duchowny, biskup starokatolicki prowadzący misje w Polsce i Brazylii.

## Życiorys
Jan Perkowski pochodził z Proszowic. Kształcił się w gimnazjum w Miechowie, a następnie studiował w Studium Rolniczym na Wydziale Filozoficznym Uniwersytetu Jagiellońskiego. Był członkiem Polskiej Organizacji Wojskowej, a później jako ochotnik służył w 2 Pułku Szwolażerów Rokitniańskich. Po wojnie polsko-bolszewskickiej pracował jako referent oświatowy Związku Strzeleckiego w Gorzkowie. 
Podczas odbywania służby wojskowej zetknął się z ideą Polskiego Kościoła Narodowego. W 1923 roku wstąpił do seminarium duchownego Polskiego Narodowego Kościoła Katolickiego w Krakowie. W 1927 roku otrzymał święcenia kapłańskie z rąk biskupa Franciszka Bończaka. Od 1930 roku pełnił funkcję sekretarza, a następnie kanclerza kurii biskupa diecezji polskiej PNKK. Należał do sympatyków polityki biskupa Władysława Farona i razem z nim uczestniczył w organizacji Polskiego Kościoła Starokatolickiego. Od 1932 roku sprawował funkcję dziekana i proboszcza parafii w Brześciu Litewskim. 3 maja 1934 został konsekrowany przez Władysława Farona na biskupa pomocniczego, a następnie ustanowiony proboszczem parafii katedralnej w Zamościu. Po 1936 roku podjął się pracy w Brazylii, gdzie zarejestrował Kościół Starokatolicki z siedzibą w São Paulo. Wspólnota ta była kontynuacją misji prowadzonej od 1932 roku w Kurytybie przez księdza Teofila Bartnickiego. 
Biskup Jan Perkowski prowadził rozmowy z byłym księdzem anglikańskim Salomão Barbosa Ferrazem. Zaowocowały one zamiarem zawarcia unii Polskiego Kościoła Starokatolickiego z Wolnym Kościołem Katolickim w Brazylii (ICL). Barbosa Ferraz miał przyjąć święcenia z rąk Władysława Farona w 1939 roku. Starania te przerwała jednak II wojna światowa.
Po 1945 roku Jan Perkowski przebywał nadal w Brazylii. Jego działalność publiczna, a zwłaszcza kontakty z lokalnymi komunistami i głoszenie haseł lewicowych spowodowały, że był w zainteresowaniu wywiadu amerykańskiego i był obserwowany przez CIA. Współpracował wówczas z Brazylijskim Katolickim Kościołem Apostolskim (ICAB). 29 maja 1951 roku uczestniczył w konsekracji biskupiej Manoela Ceia Laranjeira, celebrowanej przez Salomão Barbosa Ferraza.